# Neil Flynn
Neil Richard Flynn (Waukegan, Illinois, 13 de noviembre de 1960) es un actor estadounidense, conocido sobre todo por su papel del Conserje en la serie de televisión Scrubs y el de Mike Heck en The Middle.

## Biografía
Flynn nació en al sur de Chicago. Es de ascendencia irlandesa y se crio en un hogar católico devoto. En 1978, mientras estudiaba en la Waukegan East High School, él y su compañero Mike Shklair ganaron un evento de debate denominado "humorous duet acting". Después de graduarse en la Universidad de Bradley en Peoria, Illinois, en 1982, Flynn regresó a Chicago para continuar su progresión como actor.

## Carrera
Cuando vivió en Chicago, actuó en los famosos teatros Goodman y Steppenwolf. Flynn fue propuesto como candidato para el premio Joseph Jefferson Award. Además, actuó con ImprovOlympic y Second City Comedy Troupe.
Aunque su papel en Scrubs ha sido el que lo llevó a la fama, ha tenido papeles menores en muchos shows famosos. Entre ellos Seinfeld, That '70s Show, CSI: Crime Scene Investigation, My Boys, Joey y Smallville. También tuvo el papel de un agente de policía de la Chicago Transit Authority en la película El fugitivo; usaron este papel en el episodio de Scrubs "My Friend the Doctor", cuando J.D vio su personaje de Scrubs en la película. Flynn tuvo un papel menor en la película Mean Girls como Chip Heron, el padre de Cady Heron (Lindsay Lohan). También tuvo un papel menor en Major League como un trabajador de construcción y apareció como agente del FBI en Indiana Jones y el reino de la calavera de cristal. 
Adicionalmente, Flynn ha actuado como actor de doblaje en la película Buzz Lightyear of Star Command y en el videojuego Ratchet & Clank (PlayStation 2).

## Filmografía

### Cine
| Película | Película                                           | Película                                      | Película |
| Año      | Película                                           | Rol                                           |          |
| -------- | -------------------------------------------------- | --------------------------------------------- | -------- |
| 1989     | Major League                                       | Estibador                                     |          |
| 1993     | Rookie of the Year                                 | Stan Okie                                     |          |
| 1993     | The Fugitive                                       | Policía de tránsito                           |          |
| 1994     | Baby's Day Out                                     | Policía en el parque                          |          |
| 1994     | The Fence                                          | Dominick                                      |          |
| 1996     | Chain Reaction                                     | Policía en el observatorio                    |          |
| 1996     | To Sir, with Love II (TV Movie)                    | Detective Dennis                              |          |
| 1997     | Home Alone 3                                       | Policía Alex D. Linz                          |          |
| 1999     | Magnolia                                           | Daniel Hill                                   |          |
| 2000     | The Right Temptation                               | Max                                           |          |
| 2001     | The Removers                                       | Alien Mask Man                                |          |
| 2002     | It's a Very Merry Muppet Christmas Movie           | Conserje                                      |          |
| 2003     | Brainwarp (Straight-to-video)                      | Detective Jim Fist                            |          |
| 2004     | Mean Girls                                         | Chip Heron                                    |          |
| 2006     | Hoot                                               | Mr. Eberhart                                  |          |
| 2006     | Re-Animated                                        | Jefe de Appleday Board                        |          |
| 2007     | Sex and Death 101                                  | Zack                                          |          |
| 2007     | Alive and Well                                     | Joel                                          |          |
| 2007     | 77                                                 | Dr. Callahan                                  |          |
| 2008     | Indiana Jones y el reino de la calavera de cristal | Smith                                         |          |
| 2009     | Monkey Talk                                        | Kevin                                         |          |
| 2009     | Cloudy with a Chance of Meatballs                  | Productor de noticias red meteorológica (voz) |          |

### Televisión
| Película  | Película                           | Película                           | Película                                   |
| Año       | Serie                              | Rol                                | Notas/Episodios                            |
| --------- | ---------------------------------- | ---------------------------------- | ------------------------------------------ |
| 1982      | Brookside                          | Sozza                              | Episodio: #1.6                             |
| 1987      | CBS Summer Playhouse               | LAPD Officer                       | Episodio: Kung Fu: The Next Generation     |
| 1987      | Sable                              | Guardia de Seguridad               | Episodio: Copycat                          |
| 1989      | Tour Of Duty                       | SEAL                               | Episodio: Sealed With A Kiss               |
| 1989      | Doogie Howser, M.D.                | Policía #1                         | Episodio: Pilot                            |
| 1996–1997 | Early Edition                      | Policía Newsstand/Kellaher/Marilyn | 3 Episodios                                |
| 1997      | Seinfeld                           | Policía #1                         | Episodio: The Summer of George             |
| 1998      | The Drew Carey Show                | Scott Honey                        | Episodio: Kate's Family                    |
| 1998      | Ellen                              | George                             | Episodio: It's a Gay, Gay, Gay, Gay World! |
| 1999      | That 70s Show                      | Bouncer                            | Episodio: The Velvet Rope                  |
| 1999      | Sliders                            | Oficial Phil                       | Episodio: Easy Slider                      |
| 1999      | Chicago Hope                       | John Derricks                      | Episodio: Vigilance and Care               |
| 2000      | Then Came You                      | Policía                            | Episodio: Then Came the Monthiversary      |
| 2000      | Family Law                         | Jack Lumberg                       | Episodio: Telling Lies                     |
| 2000–2001 | Buzz Lightyear of Star Command     | XR                                 | 24 Episodios                               |
| 2001      | The District                       | George Ryerson                     | Episodio: Vigilante                        |
| 2001      | Norm                               | Lee                                | Episodio: Norm vs. Deception               |
| 2001–2009 | Scrubs                             | Glenn Matthews, el Conserje        | 170 Episodios                              |
| 2002      | CSI: Crime Scene Investigation     | Oficial Yarnell                    | Episodio: Identity Crisis                  |
| 2002      | Boston Public                      | Walter Andrews                     | Episodio: Chapter Thirty-Four              |
| 2002      | NYPD Blue                          | Kevin Healey                       | Episodio: Low Blow                         |
| 2002–2003 | Clone High U.S.A.                  | Personajes Varios                  | 12 Episodios                               |
| 2003–04   | Smallville                         | Pete Dinsmore                      | 2 Episodios                                |
| 2005      | King of the Hill                   | Turpin                             | Episodio: Arlen City Bomber                |
| 2005      | Love, Inc.                         | Nathan                             | Episodio: Love, Inc.                       |
| 2006      | Joey                               | Father O'Neill                     | 2 Episodios                                |
| 2006      | My Boys                            | Danny Finn                         | Episodio: When Heroes Fall from Grace      |
| 2007      | The Naked Trucker and T-Bones Show | Hitchhiker                         | Episodio: T-Bones TV                       |
| 2007      | Kim Possible                       | Tweed                              | Episodio: Fashion Victim                   |
| 2009–2018 | The Middle                         | Mike Heck                          | 215 Episodios                              |
| 2015-2016 | Vixen                              | Chuck McCabe                       | 5 episodios, voz                           |
| 2019      | Abby's                             | Fred                               | 10 Episodios                               |